# Arttu Mäkiaho
Arttu Mäkiaho (Kajaani, 16 september 1997) is een Finse noordse combinatieskiër. Hij vertegenwoordigde zijn vaderland op de Olympische Winterspelen 2018 in Pyeongchang.

## Carrière
Mäkiaho maakte zijn wereldbekerdebuut in maart 2013 in Lahti. In december 2016 scoorde de Fin in Ramsau zijn eerste wereldbekerpunten. Op de wereldkampioenschappen noordse combinatie 2017 in Lahti eindigde hij als 38e op de gundersen normale schans. In november 2017 behaalde Mäkiaho in Kuusamo zijn eerste toptienklassering in een wereldbekerwedstrijd. Tijdens de Olympische Winterspelen van 2018 in Pyeongchang eindigde de Fin als 36e op de gundersen normale schans en als 38e op de gundersen grote schans.
In Seefeld nam hij deel aan de wereldkampioenschappen noordse combinatie 2019. Op dit toernooi eindigde hij als 23e op de gundersen grote schans en als 31e op de gundersen normale schans. In de landenwedstrijd eindigde hij samen met Leevi Mutru, Ilkka Herola en Eero Hirvonen op de vijfde plaats.

## Resultaten

### Olympische Spelen
| Jaar | Plaats      | Resultaten                        |
| ---- | ----------- | --------------------------------- |
| 2018 | Pyeongchang | 36e Gundersen NH 38e Gundersen LH |

### Wereldkampioenschappen
| Jaar | Plaats  | Resultaten                                |
| ---- | ------- | ----------------------------------------- |
| 2017 | Lahti   | 38e Gundersen NH                          |
| 2019 | Seefeld | 31e Gundersen NH 23e Gundersen LH 5e Team |

### Wereldbeker
Eindklasseringen
| Seizoen   | Plaats |
| --------- | ------ |
| 2016/2017 | 58e    |
| 2017/2018 | 34e    |
| 2018/2019 | 39e    |